# Museo Etnológico de Berlín
El Museo Etnológico de Berlín (en alemán: Ethnologisches Museum) está integrado en Staatliche Museum de Berlín, Alemania. Posee una gran colección de unas 500.000 piezas, incluyendo objetos, fotografías y documentos de carácter etnológico y etnográfico de muchas regiones, con énfasis en las culturas preindustriales extra-europeas, siendo uno de los más grandes de su género en el mundo.

## Historia
Los fondos del museo etnológico se formaron de las colecciones de arte y rarezas de los príncipes de Brandeburgo, que dieron origen al Real Gabinete de Prusia, que a la vez se reorganizó, desde el 1829, formando la colección etnográfica, instalada en 1856 en el Museo Neue, de la Isla de los Museos.
En 1886 pasó a formar parte de la colección del Museo de Arte Popular (Museum für Völkerkunde), y en 1886 fue trasladada nuevamente, esta vez a un edificio de la actual Stresemannstraße. Su primer director, Adolf Bastian, amplió la colección con una serie de adquisiciones de partes de todo el mundo.
Al ser destruida su sede durante la Segunda Guerra Mundial, la colección fue trasladada al barrio de Dahlem, formándose en la década de los 1970 un museo de arte asiático y de la India, rebautizado en 1999 como el Museo Etnológico.